# Dhekiajuli
Dhekiajuli é uma cidade e um município no distrito de Sonitpur, no estado indiano de Assam.

## Geografia
Dhekiajuli está localizada a 26° 42′ N, 92° 30′ L. Tem uma altitude média de 100 metros (328 pés).

## Demografia
Segundo o censo de 2001, Dhekiajuli tinha uma população de 19 743 habitantes. Os indivíduos do sexo masculino constituem 53% da população e os do sexo feminino 47%. Dhekiajuli tem uma taxa de literacia de 74%, superior à média nacional de 59,5%: a literacia no sexo masculino é de 79% e no sexo feminino é de 69%. Em Dhekiajuli, 10% da população está abaixo dos 6 anos de idade.